# Пігуляк Юстин Григорович
Юстин Григорович Пігуляк (нім. Justin Piguliak) (нар. 1 листопада 1845 — пом. 2 червня 1919) — український живописець та портретист, громадський діяч Буковини.

## Біографія
Народився 1 листопада 1845 року в селі Мамаївці в родині сільського диякона.
Був здібним учнем. За порадою вчителя батько віддав його на навчання до Чернівецької гімназії, де хлопець проявив великий талант до малювання. Тож далі шлях повів Юстина до Віденської художньої академії. Його дипломна робота — копія «Трьох грацій» Рубенса — дістала найвищу оцінку віденських мистецтвознавців, які твердили, що технічним виконанням вона мало чим поступається оригіналу.
1874 року Юстин повернувся до Чернівців, де почав вчителювати у Державній реальній школі (нім. K. k. Realschule in Czernowitz) — нині Чернівецька ЗОШ № 2. Тут він пропрацював вчителем малювання аж до виходу на пенсію в 1906 році. Його учні згадували, що вчитель ставився до них з особливою теплотою і навіть на уроках розмовляв з ними українською мовою.
Крім занять живописом Юстин Пігуляк багато уваги приділяв громадській діяльності. Разом з братом Єротеєм Пігуляком був активним учасником «Руської бесіди», тривалий час був її казначеєм. Крім того, Юстин співав в хорі місцевого українського музичного товариства.
Майже 15 років із родиною художника на вул. Новий світ (сьогодні вул. Т. Шевченка) проживала Ольга Кобилянська, була завжди бажаною гостею в його садибі. Вона дружила з доньками художника, добрими співачками і піаністками. Тут письменниця почерпнула матеріал для своєї повісті «За ситуаціями». В образі батька головної героїні твору — піаністки Аглаї — ми впізнаємо Юстина Пігуляка.
Юстин Пігуляк був одним зі співорганізаторів та учасників Буковинського віче, й руху за возз'єднання Північної Буковини із самостійною Україною.
Румунська окупація всієї Буковини (1918), переслідування окупаційним режимом друзів та рідного брата — все це підкосило вже літнього й хворого митця. 2 червня 1919 року Юстин Пігуляк відійшов у вічність.

## Творчість
Заробітна плата, яку одержував Юстин Пігуляк у школі, була недостатня для утримання багатодітної родини. Тому майже весь позаурочний час віддав він портретуванню.
Його знали як майстра реалістичного портрета не тільки на Батьківщині, а й поза її межами — в Австрії, Угорщині, Румунії, Польщі, Канаді тощо. Художникові доводилося писати переважно портрети багатих іноземців, та не оминав і своїх земляків, відомих українських діячів. Портретованим притаманна глибока внутрішня зосередженість, хоча митець був досить стриманий у відтворенні емоційних відтінків, настроїв.
Особливо цінним є портрет Ольги Кобилянської. На бажання самої письменниці митець зобразив її у домашній обстановці. Обіч неї столик із квітами й книгою. До блузки на грудях пришпилена маленька китиця польових квітів — романців.
Твори митця тісно пов'язані з народним мистецтвом. У багатьох своїх творах Юстин Пігуляк зображує представників буковинського села. У творах, виконаних за мотивами поезій Шевченка, Пігуляк відтворює важку долю української жінки.
1913 року Юстин Пігуляк відправив багато творів на Всеукраїнську художню виставку до Києва, але дорогою вони безслідно щезли. Частина картин, що демонструвались в приміщенні Народного дому, зникли в 1940 році. Величезну кількість робіт художника втрачено під час румунської окупації у Другій світовій війні. Зниклі полотна досі не віднайдено.

### Портрети Ю. Пігуляка
- «Автопортрет», 1885;
- «Юрій Федькович», 1886;
- «Сидір Воробкевич», 1887;
- «Тарас Шевченко», 1889;
- «Богдан Хмельницький», кінець XIX ст.;
- «Ольга Кобилянська», 1916 та ін.

### Полотна Ю. Пігуляка
- «Гуцули»;
- «Буковинка»;
- «Жінка з тайстрою»;
- «Любов і вірність»;
- «Дуби»;
- «Калина»;
- «Зимова дорога»;
- «Хустина»;
- «Ой одна я, одна»;
- «Наймичка» та багато ін.

## Галерея

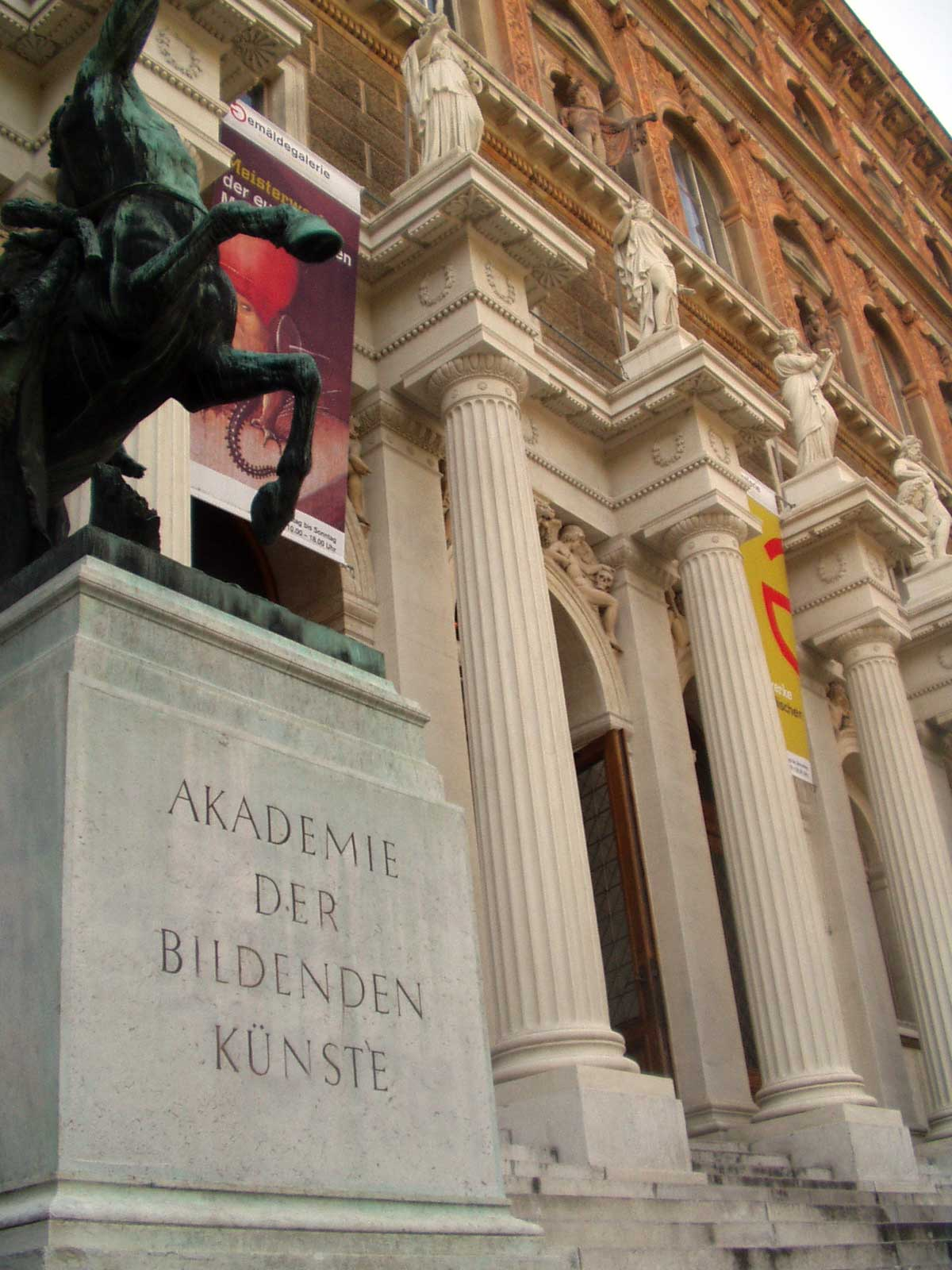
Віденська академія мистецтв

### Твори митця

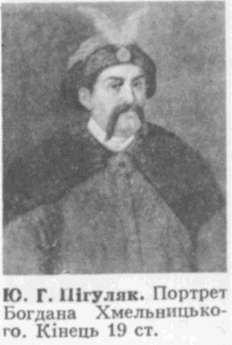
Ю. Пігуляк. «Портрет Б. Хмельницького»
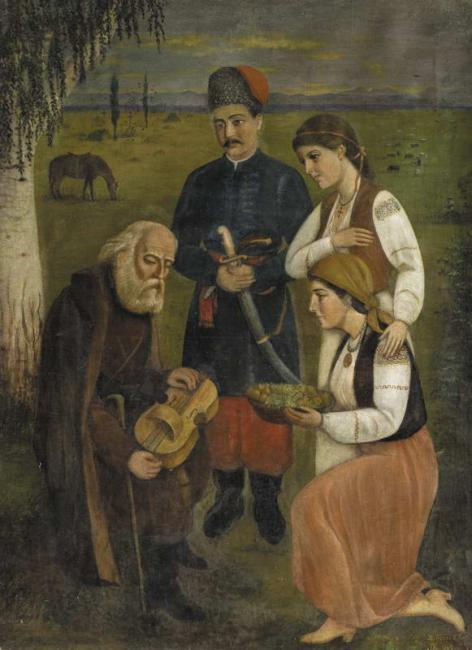
Ю. Пігуляк «Дума про Україну»